# Mitsue
Mitsue (御杖村, Mitsue-mura) és un poble i municipi pertanyent al districte d'Uda, a la prefectura de Nara, a la regió de Kansai, Japó.

## Geografia
El poble de Mitsue es troba localitzat a la part sud de l'altiplà de Soni, on naix el riu Nabari. El terme del poble és completament muntanyós, comptant amb alguns pics, com el mont Miune de 1.235 metres. El terme municipal de Mitsue limita amb els de Soni, al mateix districte d'Uda, al nord; amb Higashi-Yoshino a l'oest i amb les ciutats de Tsu i Matsusaka, pertanyents a la prefectura de Mie, a l'est.

### Barris
Els barris del poble són els següents:
- Kōzue (神末)
- Sugano (菅野)
- Uchiyahara (土屋原)
- Momonomata (桃俣)

## Història
Des del període Nara fins a la fi del període Tokugawa, la zona on actualment es troba el poble de Mitsue va formar part de l'antiga província de Yamato, existint ja aleshores el districte d'Uda, tot i que fou formalment fundat el 1880. El poble de Mitsue es va crear l'1 d'abril de 1889 amb l'entrada en vigor de la llei de Municipis i, des de llavors, el municipi s'ha mantingut intacte, sense haver patit separacions, sense haver integrat altres municipis i sense evolucionar des de la seua categoria de "poble".

## Demografia
| 1920  | 1930  | 1940  | 1950  | 1960  | 1970  | 1980  |
| ----- | ----- | ----- | ----- | ----- | ----- | ----- |
| 4.736 | 4.582 | 4.651 | 5.525 | 5.533 | 3.852 | 3.430 |
| 1990  | 2000  | 2010  | 2020  | 2030  | 2040  | 2050  |
| 3.035 | 2.623 | 2.102 | 1.487 | -     | -     | -     |

## Transport

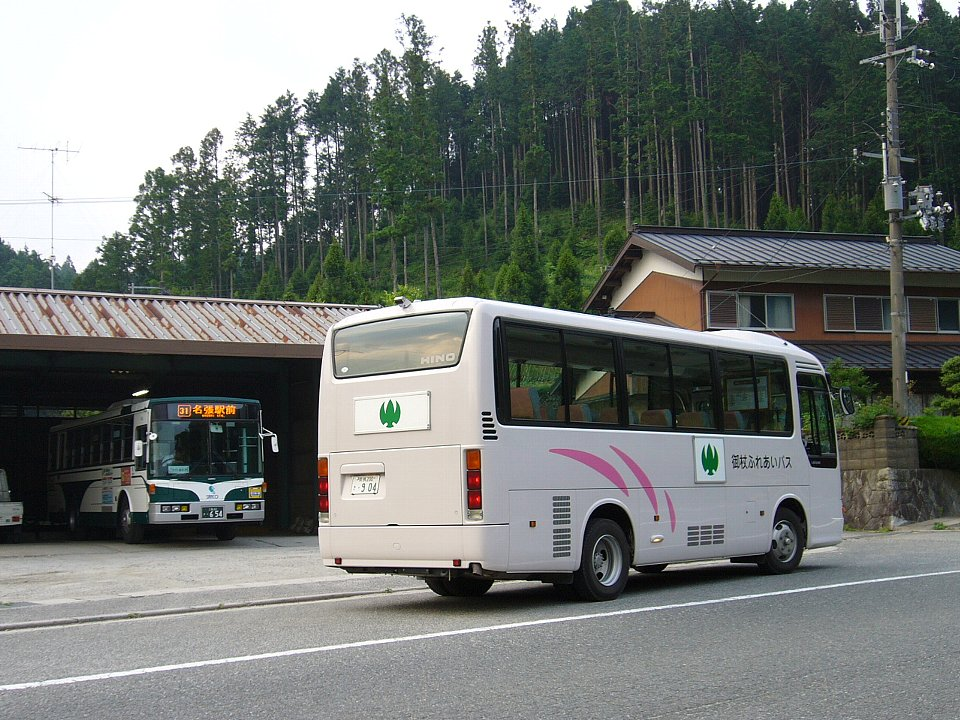
Autobus municipal

### Ferrocarril
Al terme municipal de Mitsue no hi ha cap estació de ferrocarril. Les estacions més properes es troben a la ciutat d'Uda.

### Carretera
- Nacional 368 - Nacional 369
- Carreteres del govern prefectural (31, 783)